# Mehmet Badan
Mehmet Badan (* 1973 in Deutschland) ist ein türkischer Musiker und Perkussionist. 

## Karriere
Seine erste Solo-CD Zilli erschien 1999. Sein zweites Album Mehmet (2001) wurde von Sony Music vertrieben. 2002 erschien sein drittes Album Zehra bei ZYX Music.  
Mehmet Badan schrieb auch Lieder für serbische Interpreten wie Dragan Kojić und Zdravko Čolić. Letzterer coverte Badans Song Zilli unter dem Titel Ajde Idi.  Mit der Sängerin Viki nahm er zudem das Duett Zašto auf, was eine Coverversion seines Songs Zehra ist.

## Diskografie

### Alben
- 1999: Zilli
- 2001: Mehmet
- 2002: Zehra

### Singles
- 1999: Zilli
- 1999: Nasılda Kandım
- 2002: Zehra
- 2003: Zašto (mit Viki)

### Songwriting
- 2000: Ajde, Idi (von Zdravko Čolić)
- 2001: Ne Dirajte Uspomene Te (von Dragan Kojić)